# John Moeti
John Moeti (Soweto, Sudáfrica; 30 de agosto de 1967-6 de febrero de 2023) fue un futbolista sudafricano que jugaba en la posición de centrocampista.

## Carrera

### Club
| Periodo   | Club              |
| --------- | ----------------- |
| 1995–1999 | Orlando Pirates   |
| 2000–2001 | Supersport United |

### Selección nacional
Jugó para Sudáfrica en 29 ocasiones de 1995 a 1999 y anotó un gol; participó en la Copa FIFA Confederaciones 1997 y en dos ediciones de la Copa Africana de Naciones, donde fue campeón en la edición de 1996.

## Logros

### Club
- Liga de Campeones de la CAF: 1

1995
- Copa de Sudáfrica: 1

1996

### Selección nacional
- Copa Africana de Naciones: 1

1996